# Изард, Кэррол
Кэррол Эллис Изард (англ. Carroll Ellis Izard; 8 октября 1923 — 5 февраля 2017) — американский психолог, специалист в области психологии эмоций.
Изард разработал теории дифференциальных эмоций и систему кодирования мышечных движений лица при эмоциях. Он также провел эмпирические исследования гипотезы лицевой обратной связи, согласно которой выражение лица влияет на переживание эмоции. Его более поздние исследования были посвящены эмоциональному развитию детей младшего возраста.

## Биография
Кэролл Изард получил докторскую степень в Сиракузском университете в 1952 году. Был профессором в университете Вандербильта, а в 1976 году продолжил работу на факультете психологии Делавэрского университета, где проработал вплоть до выхода на пенсию в 2014 году. Там же 22 октября 2012 года состоялась конференция, посвящённая вкладу Изарда в разработку проблемы эмоций.

## Теория дифференциальных эмоций
Согласно Изарду, эмоции возникли в результате эволюционно-биологических процессов и различаются по трём главным основаниям:
- нейрофизиологический субстрат;
- экспрессивный компонент (мимика и пантомимика);
- специфика переживания, которое испытывает человек[10].

В соответствии с этими критериями, Изард выделил десять базовых эмоций, образующих основу мотивационной системы человека: радость, интерес, удивление, печаль, гнев, отвращение, презрение, страх, стыд, вина. Взаимодействие и различные процессы сочетаний этих десяти базовых дифференциальных эмоций порождают все остальные эмоции человека. Изард подчёркивал, что некоторые базовые эмоции способны испытывать даже младенцы. В зависимости от индивидуального уровня эмоционального порога ребёнок с разной частотой переживает и проявляет различные базовые эмоции, и это в значительной степени определяет его взаимоотношения с окружающими людьми. Культура и индивидуальный опыт помогают человеку обрести экспрессивные навыки, а также определяют взаимосвязь между тем или иным раздражителем и эмоцией, влияя на поведение при эмоциональном переживании.

## Шкала дифференциальных эмоций
Шкала дифференциальных эмоций разработана К. Изардом как приложение к его теории и используется для диагностики ведущего эмоционального состояния в конкретных условиях. В данной методике каждая из 10 базовых эмоций представлена тремя разными прилагательными, характеризующими оттенки эмоциональных переживаний. Испытуемому необходимо оценить силу соответствующего переживания в конкретной ситуации.

## Книги
- The Face of Emotion. (1971). New York: Appleton-Century-Crofts.
- Patterns of Emotions: A New Analysis of Anxiety and Depression. (1972). New York: Academic.
- Human Emotions. (1977). New York: Plenum.
  - Русский перевод: Эмоции человека / Пер. с англ. под ред. Л. Я. Гозмана, М. С. Егоровой. — М.: Издательство МГУ, 1980. — 439 с.
- Measuring Emotions in Infants and Children: Vol. 1. (1982). Cambridge University Press.
- Emotions, Cognition and Behavior. (1984). Cambridge University Press. (with Jerome Kagan)
- Depression in Young People: Developmental and Clinical Perspectives. (1985). Guilford. (with Michael Rutter)
- The Psychology of Emotions. (1991). New York: Plenum.
  - Русский перевод: Психология эмоций / Пер. с англ. В. Мисник, А. Татлыбаева. — СПб.: Питер, 1999. — 460 с. — (Серия «Мастера психологии»). — ISBN 5-314-00067-9. [Переиздания: 2000, 2006, 2007, 2009, 2012].
- Face of Emotion. (1993). Irvington Publishers.